# Manfred Mezger
Manfred Mezger (* 11. April 1911 in Stuttgart; † 19. Oktober 1996) war ein deutscher evangelischer Theologe.

## Leben
Er studierte an der Universität Tübingen (1929–1930/1932–1933) Theologie und Philosophie, an der Friedrich-Wilhelms-Universität zu Berlin (1930–1931), Universität Marburg (1931–1932) und an der Staatlichen Hochschule für Musik Leipzig Kirchenmusik (1935–1936). In Tübingen wurde er Mitglied der Studentenverbindung AG Rothenburg. Nach der Promotion 1947 bei Carl Leonhardt in Tübingen war er dort von 1948 bis 1956 Lehrbeauftragter. Nach der Habilitation 1956 lehrte er von 1958 bis 1973 als Professor für Praktische Theologie der Evangelisch-Theologischen Fakultät in Mainz.

## Schriften (Auswahl)
- Verkündigung heute. 11 Versuche in verständlicher Theologie. Hamburg 1966, OCLC 638332828.
- Ruf und Antwort. Lesepredigten. Hamburg 1968, OCLC 720141833.
- Kritischer Glaube. Olten 1969, OCLC 3933974.
- Freude am Wort. Predigten. Gütersloh 1975, ISBN 3-579-04507-7.